# Camí d'Hortoneda a Solduga
El Camí d'Hortoneda a Solduga és un antic camí rural que discorre pel terme municipal de Conca de Dalt, al Pallars Jussà, a l'antic terme de Claverol), en territori de l'enclavament dels Masos de Baiarri.
Arrenca de la Pista d'Hortoneda, al Coll de la Creu, des d'on davalla cap a llevant pel Mal Graó. Actualment, a causa del desús, només són recognoscibles uns 400 metres del seu recorregut.